# Joseph Mason (Politiker, 1828)
Joseph Mason (* 30. März 1828 in Plattsburgh, New York; † 31. Mai 1914 in Hamilton, New York) war ein US-amerikanischer Jurist und Politiker. Zwischen 1879 und 1883 vertrat er den Bundesstaat New York im US-Repräsentantenhaus.

## Werdegang
Joseph Mason wurde 1828 in Clinton County geboren. Die Familie zog 1840 nach Hamilton im Madison County. Dort besuchte er die Hamilton Academy und das Madison College (heute Colgate University). Er studierte Jura. Nach dem Erhalt seiner Zulassung als Anwalt 1849 begann er in Hamilton zu praktizieren. 1849 wählte man ihn zum Friedensrichter – ein Posten, den er bis 1904 innehatte. Ferner wurde er zum Amtsrichter sowie Vormundschafts- und Nachlassrichter im Madison County gewählt. Er trat den Posten am 1. Januar 1864 an und bekleidete diesen vier Jahre lang. Zwischen 1871 und 1876 arbeitete er dann als Steuereinnehmer (Collector of Internal Revenue). Dann war er viele Jahre lang als Staatsanwalt (city attorney) tätig. Politisch gehörte er der Republikanischen Partei an. Bei den Kongresswahlen des Jahres 1878 für den 46. Kongress wurde Mason im 24. Wahlbezirk von New York in das US-Repräsentantenhaus in Washington, D.C. gewählt, wo er am 4. März 1879 die Nachfolge von William H. Baker antrat. Er wurde einmal wiedergewählt. Da er auf eine erneute Wiederwahlkandidatur 1882 verzichtete, schied er nach dem 3. März 1883 aus dem Kongress aus. Nach seiner Kongresszeit ging er in Hamilton wieder seiner Tätigkeit als Jurist nach. Er verstarb dort ungefähr zwei Monate vor dem Ausbruch des Ersten Weltkrieges. Sein Leichnam wurde dann auf dem Woodlawn Cemetery beigesetzt.